# Michael Bowden
Pour les articles homonymes, voir Bowden.
Michael Matthew Bowden (né le 9 septembre 1986 à Winfield, Illinois, États-Unis) est un ancien lanceur de relève droitier de la Ligue majeure de baseball. 

## Carrière

### Red Sox de Boston
Après des études secondaires à la Waubonsie Valley High School de Aurora (Illinois), Michael Bowden est drafté le 7 juin 2005 par les Red Sox de Boston au premier tour de sélection (47e choix). Il perçoit un bonus de 730 000 dollars à la signature de son premier contrat professionnel le 24 juin 2005. 
Bowden passe trois saisons en Ligues mineures avant d'effectuer ses débuts en Ligue majeure le 30 août 2008. Lanceur partant, il enlève à cette occasion sa première victoire au plus haut niveau en restant sur le monticule pendant cinq manches.

### Cubs de Chicago
Le 21 avril 2012, Bowden est échangé aux Cubs de Chicago en retour du voltigeur Marlon Byrd. Il effectue 64 sorties en relève au total pour les Cubs en 2012 et 2013 et maintient une moyenne de points mérités de 3,63 en 74 manches et un tiers lancées.

### Japon
En 2014, Bowden joue au Japon pour les Seibu Lions de la Ligue Pacifique. Il joue 36 matchs, un comme lanceur partant et 35 comme releveur. Il remporte deux victoires contre une défaite et en 40 manches lancées, sa moyenne de points mérités s'élève à 4,50.

### Orioles de Baltimore
Le 22 décembre 2014, Bowden signe un contrat avec les Reds de Cincinnati, qui l'échangent aux Orioles de Baltimore le 4 avril 2015.

## Statistiques
| Saison | Équipe | G  | GS | CG | SHO | V | D | SV | IP   | SO | ERA  |
| ------ | ------ | -- | -- | -- | --- | - | - | -- | ---- | -- | ---- |
| 2008   | Boston | 1  | 1  | 0  | 0   | 1 | 0 | 0  | 5.0  | 3  | 3,60 |
| 2009   | Boston | 8  | 1  | 0  | 0   | 1 | 1 | 0  | 16.0 | 12 | 9,56 |
| 2010   | Boston | 14 | 0  | 0  | 0   | 0 | 1 | 0  | 15.1 | 12 | 9,56 |
| Totaux | Totaux | 23 | 2  | 0  | 0   | 2 | 2 | 0  | 36.1 | 28 | 6,69 |

Note: G = Matches joués ; GS = Matches comme lanceur partant ; CG = Matches complets ; SHO = Blanchissages ; 
V = Victoires ; D = Défaites ; SV = Sauvetages ; IP = Manches lancées ; SO = retraits sur des prises ; ERA = Moyenne de points mérités.